# Gjøvdal
Gjøvdal is een dorp en een voormalige gemeente in de fylke Agder in het zuiden van Noorwegen.  Gjøvdal werd in 1908 een zelfstandige gemeente, maar werd in 1967 weer bij Åmli gevoegd waar het voor 1908 ook al bij hoorde. In het dorp staat een houten kerkje uit 1803. De enige wegverbinding met het dorp is Fylkesvei 271, die Gjøvdal verbindt met Riksvei 41. 